# Protoptila ensifera
Protoptila ensifera är en nattsländeart som beskrevs av Oliver S. Flint Jr. 1971. Protoptila ensifera ingår i släktet Protoptila och familjen stenhusnattsländor. Inga underarter finns listade i Catalogue of Life.